# Trillium crockerianum
Trillium crockerianum är en nysrotsväxtart som beskrevs av Josef Jakob Halda. Trillium crockerianum ingår i släktet treblad, och familjen nysrotsväxter.
Artens utbredningsområde är Kalifornien. Inga underarter finns listade.